# Крис Хадфийлд
Крис Остин Хадфийлд (на английски: Chris Austin Hadfield) е канадски военен пилот и действащ астронавт, той е първият канадски космонавт, командир на МКС. Крис Хадфийлд е известен и с това, че редовно публикува Туитър статуси, както и видео записи от Космоса (от космическата станция).

## Биография
Роден е на 29 август 1959 г. в Сарния, Онтарио, Канада. Завършва гимназия през 1978 г., през 1978 – 1982 г. учи в Кралския военен колеж в Кингстън, Онтарио, откъдето взема диплом (с отличие) в областта на машиностроенето. Получава магистърска степен по авиационни системи в Университета в Тенеси през 1993 г.

## Награди и отличия
- Носител е на знак за летец-изпитател на годината (1991);
- Почетен доктор по инженерни науки от Кралския военен колеж (1996);
- Член е на комисията, определяща носителите на Ордена на Онтарио (1996);
- Почетен доктор по право от университета Трент (1999);
- Носител на наградата Vanier (2001);
- Кръст „За похвална служба“ (2001);
- „За изключителни заслуги“ на НАСА (2002);
- Юбилеен медал на Елизабет II по случай 50 години от възкачването и на трона (2003);
- Приет е в канадската авиационна „Зала на славата“ (2005);
- На неговата космическа разходка са посветени златни и сребърни канадски възпоменателни монети.

## Опит в НАСА
Крис Хадфийлд е избран да се превърне в един от четирите канадски астронавти – втора група от 5330 кандидата през юни 1992 г. Трима от тези 4 (Дафид Уилямс, Жули Пайет и Хадфийлд) са летели вече в космоса. През същата година започват и обучението си за придобиване на умения за специалист по полетите на совалка.

### Първи полет
Назначен е за член на екипажа на мисия STS-74 на совалката Атлантис. Стартира в космоса на 12 ноември 1995 г. С полета се доставят около 1000 кг материали, вода, храна и оборудване и най-вече 5-тонния т.нар. „Универсален скачващ модул“ за скачване на совалките към станцията „Мир“. Това е вторият полет на совалка към станцията и Хадфийлд остава единствения канадски гражданин, пребивавал на нея. Той е първият канадец, управлявал механичната „ръка“ Canadarm в орбита. Продължителността на полета е 8 денонощия 4 часа и 31 минути.
След това служи в Центъра за управление на полетите в Хюстън, Тексас, САЩ на поста основен оператор (Capcom) за връзка с астронавтите за 25 полета. През 1996 – 2000 г. е главен астронавт на Канадската космическа агенция (CSA).

### Втори полет
STS-100През април 2001 г. Хадфийлд е назначен за специалист на мисията на полет STS-100 към МКС. Екипажът на космическата совалка Индевър доставя и инсталира Canadarm2 (новата канадска роботизирана „ръка“), както и на италианския снабдителен модул „Raffaello“. По време на 11-дневния полет, Хадфийлд извършва две космически разходки, което го прави първият канадец, излизал някога в открития космос. Тяхната обща продължителност е 14 часа и 50 минути, обикаляйки 10 пъти Земята през това време.
От 2001 до 2003 г. Хадфийлд е директор на операциите на НАСА в Центъра за подготовка на космонавти „Ю. Гагарин“ в Звездното градче край Москва, Русия. Това обаче не му пречи той да се квалифицира и да се обучи за полети на руския „Союз ТМА“.
Хардфийлд остава граждански астронавт към CSA, тъй като се пенсионира като полковник от канадските ВВС през 2003 г. след 25-годишна служба.
През 2008 и 2009 г. се подготвя като дубльор на Роберт Тирск за Експедиция 21 към МКС.
Крис Хадфийлд е женен, с три деца.